# Ramón Franquelo y Romero
Ramón Franquelo y Romero (1841-1914) fue un poeta, periodista y escritor español.

## Biografía
Nació el 27 de diciembre de 1841. Poeta lírico y dramático, era hermano de Casimiro Franquelo y Romero y  Carlos Franquelo y Romero. Publicó numerosos trabajos en la prensa malagueña. Católico, conservador y decidido antimodernista, fue autor de la obra Frases impropias, barbarismos, solecismos y extranjerismos de uso más frecuente en la prensa y en la conversación (1910). Franquelo, que dirigió el Diario Católico y El Expreso, falleció en abril de 1914.